# The First Born (film, 1921)
Pour plus de détails, voir Fiche technique et Distribution.
The First Born est un film muet américain réalisé par Colin Campbell et sorti en 1921.

## Fiche technique
- Réalisation : Colin Campbell
- Scénario : Frederick Stowers
- Chef-opérateur : Frank D. Williams
- Producteur : Sessue Hayakawa
- Date de sortie :
  - États-Unis : 30 janvier 1921

## Distribution
- Sessue Hayakawa : Chan Wang
- Helen Jerome Eddy : Loey Tsing
- 'Sonny Boy' Warde : Chan Toy
- Goro Tino
- Marie Pavis : Chan Lee
- Frank M. Seki : Hop Lee
- Clarence Wilson : Kury Lar
- Anna May Wong